# 1257 Мора
1257 Мора (1257 Móra) — астероїд головного поясу, відкритий 8 серпня 1932 року.
Тіссеранів параметр щодо Юпітера — 3,465.